# Adhemarius depuiseti
Adhemarius depuiseti är en fjärilsart som beskrevs av Charles Oberthür 1881. Adhemarius depuiseti ingår i släktet Adhemarius och familjen svärmare. Inga underarter finns listade i Catalogue of Life.